# Phyllodonta vivida
Phyllodonta vivida är en fjärilsart som beskrevs av W. Warren 1904. Phyllodonta vivida ingår i släktet Phyllodonta och familjen mätare. Inga underarter finns listade i Catalogue of Life.